# Ligat ha’Al
Die Ligat ha’Al (hebräisch ליגת העל), derzeit offiziell nach ihrem Sponsor, der israelischen Aktienbörse, auch Ligat ha-Bursa li-nejarot erekh (englisch „Tel Aviv Stock Exchange League“) (hebräisch ליגת הבורסה לניירות ערך) genannt, ist die höchste Spielklasse im israelischen Fußballsport. Ligat ha’Al bedeutet Oberliga.

## Geschichte
Die Ligat ha’Al wurde 1999 vom israelischen Fußballverband im Zuge einer Neuorganisation des Ligasystems gegründet. Sie ersetzte die Liga Leumit als höchste Spielklasse, die dadurch zur zweiten Liga wurde. Teilnehmer der ersten Saison 1999/2000 waren die 13 besten Vereine des Vorjahres und der Meister der bisherigen zweiten Liga, der Liga Artzit. Im folgenden Jahr gab es drei Absteiger und nur einem Aufsteiger, um die Zahl der teilnehmenden Mannschaften auf zwölf zu verringern.
Zur Saison 2009/10 erfolgte eine Aufstockung auf 16 Vereine, diese wurden jedoch zur Saison 2012/13 auf 14 reduziert. Hierzu stiegen zum Ende der Saison 2011/12 ausnahmsweise drei Mannschaften in die zweite Liga, die Liga Leumit, ab und nur eine in die Oberliga auf.

## Wettbewerb

### Modus
Seit der Saison 2012/13 wird die israelische Meisterschaft mit 14 Vereinen ausgespielt. Nach den 26 Spieltagen der regulären Saison wird die Liga in einer Meister- und eine Abstiegsrunde aufgeteilt.
Die Meisterrunde der bestplatzierten sechs Mannschaften wird in nochmaliger Hin- und Rückrunde ausgespielt. Dabei starten die Vereine mit der vollen Punktzahl aus der Hauptrunde. Der Tabellenerste nach Abschluss der zehn Spieltage der Meisterrunde ist israelischer Meister und nimmt an der Qualifikation zur UEFA Champions League teil. Die beiden folgenden Mannschaften nehmen ebenso wie der Pokalsieger an der 2. Qualifikationsrunde zur UEFA Europa Conference League teil.
Die letzten acht Mannschaften der Hauptrunde spielen eine Abstiegsrunde aus, in der jedoch jeder nur einmal gegen jeden spielt. Auch hier wird die Punktzahl aus der Vorrunde übertragen. Zudem werden die vier bestplatzierten Vereine leicht bevorzugt, da sie ein Heimspiel mehr als die anderen Vier erhalten. Die beiden am Ende letztplatzierten Mannschaften steigen in die zweitklassige Liga Le'umit ab und werden durch die beiden dort am besten platzierten Mannschaften ersetzt.

### Ausländische Spieler
Aktuell ist die Anzahl der ausländischen Spieler auf fünf je Mannschaft beschränkt.

## Sponsorname
Seit 1999 wird die Ligat ha’Al von Namenssponsoren unterstützt. Von 1999 bis 2002 trug die Liga den Namen der Mobilfunkgesellschaft Pelephone. Nach drei Jahren ohne Namensgeber wurde 2005 die staatliche Sportwettenorganisation Toto Winner Namensgeber, und die Liga erhielt den Namen Ligat Toto. Nach fünf Jahren änderte sich der Name in Ligat Menatzeach und von 2016 bis 2018 in Ligat Ha'al, unter dem Sponsor Toto Winner. Kurzzeitig war die Liga von 2018 bis 2019 nach der asiatischen Restaurantkette Japanika benannt. 2019 wurde die israelische Wertpapierbörse Namensgeber.
- 1999–2002: Ligat Pelefon (ליגת פלאפון, Pelephone)
- 2005–2010: Ligat Toto (ליגת טוטו, Toto Winner)
- 2010–2016: Ligat Winner (ליגת מנצח, Toto Winner)
- 2016–2018: Ligat Ha'al (ליגת העל, Toto Winner)
- 2018–2019: Ligat Japanika – (ליגת יפניקה, Japanika)
- seit 2019: Tel Aviv Stock Exchange League – (ליגת הבורסה לניירות ערך, Tel Aviv Stock Exchange)

## Fernsehrechte
Die Charlton Group hält seit 2004 die Übertragungsrechte an der Ligat ha’Al. Die Spiele werden im Pay-per-View-Verfahren gezeigt. Ein bedeutendes Spiel wird montags im freien Fernsehen übertragen. Samstag gibt es zudem eine Zusammenfassung der Spiele.

## Mannschaften 2024/25
Folgende Vereine nehmen in der Saison 2024/25 teil:
| - Maccabi Tel Aviv (Meister) - Maccabi Haifa - FC Bnei Sachnin - Hapoel Be’er Scheva - Hapoel Haifa - Hapoel Jerusalem - Hapoel Hadera | - Beitar Jerusalem - Maccabi Bnei Reina - Maccabi Petach Tikwa (Pokalsieger) - Maccabi Netanja - MS Aschdod - Hapoel Ironi Kirjat Schmona (Aufsteiger) - FC Ironi Tiberias (Aufsteiger) |

## Meister
Eine Fußballmeisterschaft wird seit 1931 in Palästina ausgetragen, zunächst im Mandatsgebiet Palästina und danach im Staat Israel.

### Vor der Gründung des Staates Israel
- 1932: Britische Polizei
- 1934: Hapoel Tel Aviv (es wurde jedes Spiel gewonnen)
- 1935: Hapoel Tel Aviv
- 1936: Maccabi Tel Aviv
- 1937: Maccabi Tel Aviv
- 1938: Hapoel Tel Aviv
- 1940: Hapoel Tel Aviv
- 1942: Maccabi Tel Aviv
- 1943: Hapoel Tel Aviv
- 1947: Maccabi Tel Aviv

### Israelische Meisterschaft (Liga Alef, Liga Leumit)
Die Oberliga des israelischen Fußballs hieß bis 1955 Liga Alef („Liga A“), danach Liga Leumit („Nationale Liga“).
| - 1949/50: Maccabi Tel Aviv - 1951/52: Maccabi Tel Aviv - 1953/54: Maccabi Tel Aviv - 1954/55: Hapoel Petach Tikwa - 1955/56: Maccabi Tel Aviv - 1956/57: Hapoel Tel Aviv - 1957/58: Maccabi Tel Aviv - 1958/59: Hapoel Petach Tikwa - 1959/60: Hapoel Petach Tikwa - 1960/61: Hapoel Petach Tikwa - 1961/62: Hapoel Petach Tikwa - 1962/63: Hapoel Petach Tikwa - 1963/64: Hapoel Ramat Gan - 1964/65: Hakoah Ramat Gan - 1965/66: Hapoel Tel Aviv - 1966/68: Maccabi Tel Aviv | - 1968/69: Hapoel Tel Aviv - 1969/70: Maccabi Tel Aviv - 1970/71: Maccabi Netanja - 1971/72: Maccabi Tel Aviv - 1972/73: Hakoah Ramat Gan - 1973/74: Maccabi Netanja - 1974/75: Hapoel Be’er Scheva - 1975/76: Hapoel Be’er Scheva - 1976/77: Maccabi Tel Aviv - 1977/78: Maccabi Netanja - 1978/79: Maccabi Tel Aviv - 1979/80: Maccabi Netanja - 1980/81: Hapoel Tel Aviv - 1981/82: Hapoel Kfar Saba - 1982/83: Maccabi Netanja - 1983/84: Maccabi Haifa | - 1984/85: Maccabi Haifa - 1985/86: Hapoel Tel Aviv - 1986/87: Beitar Jerusalem - 1987/88: Hapoel Tel Aviv - 1988/89: Maccabi Haifa - 1989/90: Bnei Yehuda Tel Aviv - 1990/91: Maccabi Haifa - 1991/92: Maccabi Tel Aviv - 1992/93: Beitar Jerusalem - 1993/94: Maccabi Haifa - 1994/95: Maccabi Tel Aviv - 1995/96: Maccabi Tel Aviv - 1996/97: Beitar Jerusalem - 1997/98: Beitar Jerusalem - 1998/99: Hapoel Haifa |

### Ligat ha’Al seit 1999
Im Jahr 1999 wurde als oberste Liga die Ligat ha'Al („Oberliga, höchste Liga“) geschaffen.
| - 1999/2000: Hapoel Tel Aviv - 2000/01: Maccabi Haifa - 2001/02: Maccabi Haifa - 2002/03: Maccabi Tel Aviv - 2003/04: Maccabi Haifa - 2004/05: Maccabi Haifa - 2005/06: Maccabi Haifa - 2006/07: Beitar Jerusalem - 2007/08: Beitar Jerusalem | - 2008/09: Maccabi Haifa - 2009/10: Hapoel Tel Aviv - 2010/11: Maccabi Haifa - 2011/12: Hapoel Ironi Kirjat Schmona - 2012/13: Maccabi Tel Aviv - 2013/14: Maccabi Tel Aviv - 2014/15: Maccabi Tel Aviv - 2015/16: Hapoel Be’er Scheva - 2016/17: Hapoel Be’er Scheva | - 2017/18: Hapoel Be’er Scheva - 2018/19: Maccabi Tel Aviv - 2019/20: Maccabi Tel Aviv - 2020/21: Maccabi Haifa - 2021/22: Maccabi Haifa - 2022/23: Maccabi Haifa - 2023/24: Maccabi Tel Aviv - 2024/25: Maccabi Tel Aviv |

### Titelgewinne nach Verein
| Rang | Verein                      | Titel | Spielzeiten |
| ---- | --------------------------- | ----- | --- |
| 1.   | Maccabi Tel Aviv            | 25    | 1936, 1937, 1942, 1947, 1950, 1952, 1954, 1956, 1968, 1970, 1972, 1977, 1979, 1992, 1995, 1996, 2003, 2013, 2014, 2015, 2019, 2020, 2024, 2025 |
| 2.   | Maccabi Haifa               | 15    | 1984, 1985, 1989, 1991, 1994, 2001, 2002, 2004, 2005, 2006, 2008, 2011, 2021, 2022, 2023                                                       |
| 3.   | Hapoel Tel Aviv             | 13    | 1934, 1935, 1938, 1940, 1943, 1957, 1966, 1969, 1981, 1986, 1988, 2000, 2010                                                                   |
| 4.   | Hapoel Petach Tikwa         | 06    | 1955, 1959, 1960, 1961, 1962, 1963 |
| 4.   | Beitar Jerusalem            | 06    | 1987, 1993, 1997, 1998, 2007, 2008 |
| 6.   | Maccabi Netanja             | 05    | 1971, 1974, 1978, 1980, 1983 |
| 6.   | Hapoel Be’er Scheva         | 05    | 1975, 1976, 2016, 2017, 2018 |
| 8.   | Hakoah Ramat Gan            | 02    | 1965, 1973 |
| 9.   | Britische Polizei           | 01    | 1932 |
| 9.   | Hapoel Ramat Gan            | 01    | 1964 |
| 9.   | Hapoel Kfar Saba            | 01    | 1982 |
| 9.   | Bne Jehuda Tel Aviv         | 01    | 1990 |
| 9.   | Hapoel Haifa                | 01    | 1999 |
| 9.   | Hapoel Ironi Kirjat Schmona | 01    | 2012 |

## UEFA-Fünfjahreswertung
Platzierung in der UEFA-Fünfjahreswertung:
(in Klammern die Vorjahresplatzierung). Die Kürzel CL, EL und CO hinter den Länderkoeffizienten geben die Anzahl der Vertreter in der Saison 2025/26 der Champions League, der Europa League sowie der Conference League an.
- 15.  (20)  Griechenland (Liga, Pokal) – Koeffizient: 31.525 – CL: 2, EL: 1, CO: 2
- 16.  (17)  Dänemark (Liga, Pokal) – Koeffizient: 31.450 – CL: 1, EL: 1, CO: 2
- 17.  (21)  Israel (Liga, Pokal) – Koeffizient: 31.125 – CL: 1, EL: 1, CO: 2
- 18.  (14)  Ukraine (Liga, Pokal) – Koeffizient: 28.000 – CL: 1, EL: 1, CO: 2
- 19.  (11)  Serbien (Liga, Pokal) – Koeffizient: 27.775 – CL: 1, EL: 1, CO: 2

Stand: Ende der Europapokalsaison 2023/24